# Anton Scholtz
Anton Scholtz (* um 1560; † 10. Februar 1622 in Liegnitz, Herzogtum Liegnitz) war Lehrer und Mathematiker sowie herzoglicher Hofbeamter in Liegnitz.

## Leben
Anton Scholtz (auch Schultz, Schultes u. ä.) wurde etwa um 1560 geboren. 1584 veröffentlichte er ein Lehrbuch unter dem Titel „Rechenbuch auff Meuntz vnd gewicht in Schlesien“. Er wird darin als „Arithmeticum vnd Deutschen Schulhalter in Lignitz“ bezeichnet. Der Zusatz „deutsch“ diente der Unterscheidung zur viel bekannteren Liegnitzer Lateinschule. Die Kinder wurden in Lesen, Schreiben und Rechnen sowie in der Religionslehre unterrichtet. Bereits vor 1590, Herzog Friedrich IV. von Liegnitz war zwischenzeitlich auf die Rechenkünste seines Schulhalters aufmerksam geworden, wechselte Anton Scholtz in die Finanzverwaltung und übernahm das Amt des Steuereinnehmers im Herzogtum Liegnitz. Mittlerweile wohnte er in einem Haus am Ring. In der Folgezeit hat er durch seine Arbeit dem Fürstenhaus wertvolle Dienste erwiesen, weshalb er kurz nach dem Tod des Herzogs Friedrich IV. am 16. Juli 1596 in den Adelsstand erhoben wurde. Auch dessen Nachfolger, Herzog, Joachim Friedrich, dem die Liegnitzer Stände am 15. August 1596 huldigten, schenkte ihm sein Vertrauen und ernannte ihn zum fürstlich Liegnitz-Brieger Rat. Scholtz befasste sich nebenbei weiter mit seinen wissenschaftlichen Forschungen und veröffentlichte 1600 sein nächstes Werk zur Arithmetik: „Arithmetica oder Rechenbuch“. Anton Scholtz wurde schließlich noch Kammer-Direktor am Liegnitzer Fürstenhof und Obergerichtsvogt der Stadt Goldberg.
Scholtz gehörten mehrere Häuser in der Stadt Liegnitz sowie das Rittergut Raischmannsdorf im Kreis Liegnitz. Als literarisch interessierter Gönner finanzierte er Veröffentlichungen der Schneider'schen Druckerei zu Liegnitz und förderte damit das niederschlesische Schrifttum und den Buchdruck in Liegnitz ganz erheblich.
Anton Scholtz war freundschaftlich mit dem Ritter Hans von Schweinichen verbunden, der ihn in seinen bekannten Tagebuchaufzeichnungen „Lieben Lust und Leben der Deutschen des sechzehnten Jahrhunderts, in den Begebenheiten des Schlesischen Ritters Hans von Schweinichen“ fast unzählige Male erwähnte. Sein Sohn Gottfried von Scholtz auf Eisenhut (5. Februar 1589 bis 27. Juli 1652) war als Advokat und Kammerrat ebenfalls in der fürstlichen Regierung zu Liegnitz tätig und bekleidete das Amt des Burggrafen auf der Feste Gröditzburg. Antons Tochter Maria von Scholtz (ca. 1584–26. März 1634) war die Mutter von Maria Cunitz, die von Zeitgenossen als die 'schlesische Pallas' bezeichnet wurde. Anton Scholtz verstarb in Liegnitz am 10. Februar 1622.
Zedler schreibt in seinem Universal-Lexicon über ihn: „Schultze, Anton, Fürstlich Liegnitzer Rath, lebte Anfang des 17. Jahrhunderts. Er war ein guter Mathematiker und brachte es in der Alphabetischen Rechenkunst ziemlich weit, indem er an statt der gemeinen Zahlen die deutschen Buchstaben nahm, und denselben den valorem Arithmeticum beylegte […].“

## Werke
- Rechenbuch auff Meuntz vnd gewicht in Schlesien sampt vergleichung derer in […]. Durch Antonium Schultzen Arithmeticum vnnd Deutschen Schulhalter in Lignitz. Gedruckt zu Franckfurt an der Oder/ bey Andream Eichorn Anno 1584.[168] Bl.
- Arithmetica oder Rechenbuch. Dorin mit begründeter ausführung die Species schöne nützliche Reguln und derselbten aus vergleichung der Proportionaliteten herosliessende rechte Practica so wol die Kunst und sinreiche Regul Coß gelehret mit außerlesenen Exempeln erkleret und durch zierliche Geometrische Figuren augenscheinlichen demonstriert derogestalt: Das derselbten Fundament und eigentlicher verstand auch ohn mündlichen unterricht erlernet werden kan. Neben einer dienlichen Anleitung zum ordentlichen Buchhalten. Gestellet und zusammen gerichet durch Anthoniun Schultzen auff Raitschmannsdorf Fürstlichen Lignitschen Brigischen Raht, Gedruckt von Nicolaum Schneider 1600.[4], 259, [22] Bl., (Es gab 1611 davon eine zweite Auflage.) online zu lesen in der Digitalen Bibliothek zu Dresden.